# Masacre de Machecoul
La masacre de Machecoul fue uno de los primeros eventos de la Guerra de la Vendée, una revuelta en contra del reclutamiento en masa y de la Constitución civil del clero. La primera masacre tuvo lugar el 11 de marzo de 1793 en la ciudad de Machecoul, en el distrito del bajo Loira. La mayor parte de las víctimas de la ciudad, próspero centro del comercio de grano, fueron administradores, mercaderes y ciudadanos en general.
La masacre de Machecoul y las masacres subsecuentes son generalmente vistas como una revuelta realista o contrarrevolución, estando los historiadores del siglo XXI de acuerdo en que la revuelta de la Vendée fue un complicado evento de carácter popular surgido del anticlericalismo de la Revolución francesa, el reclutamiento en masa, y el antifederalismo jacobino. 
En el área geográfica del sur del Loira la resistencia al reclutamiento era particularmente intensa, resintiéndose gran parte de la zona por la intrusión de partidarios de la República, quienes traían consigo nuevas ideas sobre organización en materia judicial y de distritos, requiriendo además la reorganización de parroquias con los denominados sacerdotes juramentados (sacerdotes que habían prestado juramento civil). En consecuencia, la insurgencia surgió de una combinación de varios factores, siendo la respuesta una serie de ataques violentos por parte de ambos bandos.

## Contexto
En 1791, dos representantes en misión informaron a la Convención Nacional de la inquietante situación de la Vendée, siendo dichas noticias seguidas rápidamente por la exposición de un complot realista organizado por el marqués de la Rouërie, si bien no fue hasta el desasosiego social combinado con presiones externas procedentes de la Constitución civil del clero (1790) y la introducción de la leva de 300.000 hombres en toda Francia, decretada por la Convención Nacional en febrero de 1793, que la situación se volvió insostenible y los ciudadanos se rebelaron. La Constitución civil del clero requería que todos los clérigos jurasen lealtad a la misma y, por extensión, a la cada vez más anticlerical Asamblea Nacional Constituyente. Siete de los ciento sesenta obispos franceses rechazaron prestar juramento, algo que también hicieron aproximadamente la mitad de los sacerdotes de las parroquias.
La persecución del clero y de los fieles fue el primer desencadenante de la rebelión. Aquellos que rechazaron prestar juramento, llamados sacerdotes no juramentados, habían sido exiliados o encarcelados, llegando algunas mujeres a ser agredidas en plena calle por el hecho de asistir a misa, habiendo sido las órdenes religiosas suprimidas y la propiedad de la Iglesia confiscada. El 30 de marzo de 1793 se ordenó el cierre de la mayor parte de las iglesias, confiscando los soldados vasos sacramentales y prohibiéndose a la gente erigir cruces sobre tumbas.
Casi todos los compradores de terrenos eclesiásticos eran miembros de la burguesía, beneficiándose muy pocos campesinos de las ventas. Sumado a lo anterior, el 23 de febrero de 1793 la Convención requirió la creación de 300.000 tropas adicionales procedentes de las provincias, lo que provocó la ira de los ciudadanos, quienes se levantaron en armas bajo el nombre «ejército católico» (el término «real» sería añadido posteriormente), el cual luchó en un principio por la reapertura de las iglesias parroquiales con los sacerdotes anteriores.
En marzo de 1793, debido a que el requerimiento se había filtrado a las zonas rurales, muchos habitantes de la Vendée rechazaron cumplir con el decreto de la levee en masse (leva en masa) emitido el 23 de febrero de 1793. En cuestión de semanas las fuerzas rebeldes habían formado un ejército, el «ejército católico y real», apoyado por dos mil miembros irregulares de caballería y unas pocas piezas de artillería robadas. Muchos de los insurgentes operaban a pequeña escala utilizando tácticas de guerrilla y contando con apoyo local así como con el beneplácito general.

## Masacre
El ejército levantado en las provincias, a diferencia de los oficiales de reclutamiento, todavía no había llegado a Machecoul. El lunes 11 de marzo de 1793, una multitud llegó al centro de la ciudad procedente de las provincias. Una vez allí, la muchedumbre empezó a cantar Pas de milice (No a la milicia) al tiempo que rodeaban las oficinas de reclutamiento de la ciudad. Un soldado alterado abrió fuego, lo que motivó que la multitud tomase represalias. Entre veintidós y veintiséis soldados fueron asesinados, incluyendo a su teniente, Pierre-Claude Ferré. Entre las primeras víctimas se encontraban el sacerdote juramentado Pierre Letort, quien fue bayoneteado hasta morir y su cadáver posteriormente mutilado, el magistrado Pagnot, y Étienne Gaschignard, director del colegio de la ciudad. La Guardia Nacional fue derrotada y los rebeldes, incluidas muchas mujeres, se apoderaron de aquellos a quienes llamaban «patriotas» (también llamados «azules»), conduciéndolos a la prisión del viejo castillo de la localidad y al convento de las Hermanas del Calvario. Una vez allí mataron a los guardias y a algunos ciudadanos notables, alrededor de veinte en total, si bien de acuerdo con algunos testimonios, veintiséis personas fueron asesinadas el primer día y dieciocho el siguiente. Alfred Lallié, testigo de los hechos, aportó la cifra de veintidós muertos.
En los días siguientes, el número de insurgentes aumentó a aproximadamente seis mil personas entre hombres y mujeres, huyendo algunos de los partidarios de la República y sus familias a Nantes y otras fortalezas. El 19 de marzo, un gran número de sospechosos de ser contrarrevolucionarios fueron rodeados y masacrados por los republicanos: en La Rochelle, seis sacerdotes no juramentados fueron apuñalados hasta la muerte y sus cabezas (junto con otras partes del cuerpo) mostradas a lo largo de la ciudad. El 23 de marzo, los insurgentes de Machecoul tomaron la vecina ciudad portuaria de Pornic (aproximadamente 16 km al noroeste), esta vez con la ayuda de algunos ejércitos irregulares que habían formado previamente, y procedieron al saqueo de la misma, si bien una patrulla republicana sorprendió a los vendeanos, matando a entre doscientos y quinientos de ellos. Los campesinos, enfurecidos, regresaron a Machecoul y en represalia mataron a una docena de prisioneros el 27 de marzo. En total, alrededor de 200 personas resultaron muertas (no todas en combate). Cuando los supervivientes de Pornic regresaron a Machecoul, sacaron a los detenidos fuera de la prisión y procedieron a dispararles, un proceso que duró varias semanas, hasta mediados del mes de abril.
Varios relatos acerca de la brutalidad de las masacres, algunos de ellos probablemente verídicos, abundaron entre la población, con diferencias respecto al número de víctimas. Investigaciones recientes sugieren que ciento cincuenta personas fueron ejecutadas en toda la ciudad, si bien informes republicanos contemporáneos aumentan dicha cifra hasta quinientos. Pese a la demonización de los insurgentes, veintidós republicanos de las parroquias salvaron su vida a petición de los propios habitantes; otros fueron absueltos por tribunales establecidos para llevar a cabo ejecuciones, supervisados a su vez por un jurista local, René François Souchu, abogado y juez de profesión, quien dirigió la ejecución de aproximadamente cincuenta oficiales y partidarios republicanos el 3 de abril, siendo los cadáveres enterrados en un campo fuera de la ciudad.

## Informes contemporáneos
Los informes contemporáneos más influyentes procedían del ciudadano Boullemer, siendo publicados alrededor de mil panfletos aquel año. Boullemer, de Machecoul, era un juez amigo del fiscal local Souchu, quien salvó su vida durante la masacre al mostrar apoyo a los insurgentes. Boullemer, quien afirmaba ser uno de los testigos supervivientes, declaró:

Llegaron desde todas las salidas de la ciudad, cinco o seis mil campesinos, mujeres y niños, armados (con) pistolas, guadañas, cuchillos, palas y picas. Gritaban, corriendo por las calles: ¡paz! ¡paz!

Según su relato, los campesinos descendieron sobre Machecoul y confrontaron a un destacamento de la Guardia Nacional que se había desplazado con el fin de reforzar la leva, siendo la ciudad defendida por cien miembros de la guardia y la policía. Louis-Charles-César Maupassant, granjero, mercader y diputado de la Convención, intentó, sin éxito, alentar a los atacantes a mantenerse en silencio. La mayor parte de las tropas republicanas y de los oficiales ya se habían dispersado con anterioridad. Según Louis Mortimer-Ternaux, otro testigo, solo tres oficiales y cinco o seis gendarmes permanecieron en sus puestos. En ese instante, de acuerdo con el relato de Mortimer-Ternaux, algunos guardias nacionales que habían intentado escapar a través de un callejón sufrieron una emboscada por parte de los campesinos, siendo perseguidos y finalmente llevados y arrojados por la multitud a los pies del diputado Maupassant, quien a continuación fue bajado de su caballo a la fuerza y asesinado de un golpe propinado con una pala.
Boullemer escribió su relato poco después de la masacre, cuando se hallaba a salvo en Rennes, lugar al que había sido conducido tras ser rescatado por fuerzas republicanas. Boullemer admitió haber pasado la mayor parte de las seis semanas que duró la masacre oculto en su granero, por lo que fueron pocos los eventos de los que realmente fue testigo. Pese a esto, el acontecimiento pronto se convirtió en una masacre dirigida contra las tropas republicanas, el sacerdote constitucional, conocidos simpatizantes radicales y cualquier persona involucrada en la administración municipal. De acuerdo con su versión de los hechos, los prisioneros tenían las manos atadas a la espalda y estaban unidos unos a otros mediante cuerdas atadas bajo sus axilas, siendo este método popularmente denominado «rosario»; entonces eran llevados a rastras hasta terrenos ubicados en zonas campestres y obligados a cavar sus propias tumbas antes de ser abatidos a tiros. Los patriotas (aquellos que mostraban apoyo a la revolución) eran perseguidos, atados a árboles y emasculados. Por su parte, las mujeres patriotas eran violadas y mutiladas en huertos. De acuerdo con Boullemer, la cifra de fallecidos ascendió a quinientos cincuenta y dos.

## Hechos posteriores
En general, se produjeron revueltas en toda Francia cuando los departamentos empezaron a reclutar hombres en cumplimiento del decreto de la leva, si bien la respuesta en el noroeste en el mes de marzo fue particularmente violenta con disturbios a gran escala al borde de la insurrección. A principios de abril, en áreas del norte del Loira, el orden había sido restablecido por el gobierno revolucionario, aunque en el sur, concretamente en los cuatro departamentos que empezaban a ser conocidos como la «Vendée Militaire» («Vendée Militar»), había pocas tropas para controlar a los rebeldes, motivo por el cual lo que había empezado como una revuelta rápidamente se convirtió en una insurrección conducida por sacerdotes y miembros de la nobleza local.
Las evidencias vinculan estos hechos con la insatisfacción local por la reorganización de la Iglesia para convertirla en una entidad gubernamental. La agitación empezó en el periodo de Cuaresma; aquel año la Pascua tuvo lugar el 31 de marzo de 1793 y, significativamente, la violencia inicial fue dirigida contra el sacerdote local Letort, quien para el gobierno republicano de París representaba la revolución por haber prestado juramento, siendo en esencia, para los insurgentes, una marioneta de los republicanos de la capital. La violencia siguió lo que Raymond Jonas define como un patrón lógico: el objetivo eran aquellos que personificaban la revolución mediante el desempeño de sus funciones o la ostentación de su estatus; el teniente de la Guardia Nacional Ferré, destacados ciudadanos como el diputado Maupassant, y el sacerdote constitucional Letort. El administrador local, Souchu, no se convirtió en objetivo aparentemente debido a sus conocidos sentimientos antirrepublicanos, llegando a posicionarse del lado de los insurgentes. Por este motivo, Souchu fue capturado a mediados de abril por tropas republicanas, siendo inmediatamente ejecutado. Al parecer, cuando las tropas se hallaban próximas a Machecoul, Souchu se puso un gorro frigio y corrió al encuentro del ejército, afirmando que había sido retenido contra su voluntad. No obstante, una denuncia provocó su arresto y ejecución. Después de que la situación en Machecoul volviese a normalizarse, el pastor no juramentado François Priou rechazó oficiar en la iglesia debido a que, según él, el cura constitucional la había profanado, celebrando la misa en un altar improvisado en el exterior.